# Prvenstvo NSO Split 1989./90.
Prvenstvo Nogometnog saveza općine Split je bila liga šestog stupnja natjecanja nogometnog prvenstva Jugoslavije u sezoni 1989./90. 
 
Sudjelovalo je 8 klubova, a prvak je bio "Kamen" iz Ivanbegovine. 

## Ljestvica
| mj. | klub                    | ut. | pob. | ner.  | por. | gol+ | gol- | bod     |
| --- | ----------------------- | --- | ---- | ----- | ---- | ---- | ---- | ------- |
| 1.  | Kamen Ivanbegovina      | 14  | 11   | 1 (1) | 2    | 35   | 20   | 23      |
| 2.  | Tekstilac Sinj          | 14  | 11   | 1 (0) | 2    | 50   | 23   | 22      |
| 3.  | Rašeljka Gornji Vinjani | 14  | 10   | 1 (1) | 3    | 49   | 18   | 19 (-2) |
| 4.  | Prugovo                 | 14  | 8    | 1 (0) | 5    | 40   | 21   | 16      |
| 5.  | OSK Otok                | 14  | 5    | 1 (1) | 8    | 15   | 28   | 11      |
| 6.  | Biokovo Zagvozd         | 14  | 2    | 1 (1) | 11   | 14   | 46   | 5       |
| 7.  | Mladost Koprivno        | 14  | 1    | 4 (3) | 9    | 18   | 46   | 2 (-3)  |
| 8.  | Domagoj Konjsko         | 14  | 1    | 4 (0) | 13   | 11   | 30   | 2       |

- U slučaju neodlučenog rezultata su se izvodili jedanaesterci, nakon kojih bi pobjednik dobio 1 bod, a poraženi ne bi osvojio bod.

## Rezultatska križaljka
| kratica | klub                    | BIO | DOM | KAM | MLA | OSK | PRU | RAŠ | TEK |
| --- | ----------------------- | --- | --- | --- | --- | --- | --- | --- | --- |
| BIO | Biokovo Zagvozd         |     |     |     |     |     |     |     |     |
| DOM | Domagoj Konjsko         |     |     |     |     |     |     |     |     |
| KAM | Kamen Ivanbegovina      |     |     |     |     |     |     |     |     |
| MLA | Mladost Koprivno        |     |     |     |     |     |     |     |     |
| OSK | OSK Otok                |     |     |     |     |     |     |     |     |
| PRU | Prugovo                 |     |     |     |     |     |     |     |     |
| RAŠ | Rašeljka Gornji Vinjani |     |     |     |     |     |     |     |     |
| TEK | Tekstilac Sinj          |     |     |     |     |     |     |     |     |
| |                         |     |     |     |     |     |     |     |     |
| podebljan rezultat - utakmice od 1. do 7. kola (1. utakmica između klubova) rezultat normalne debljine - utakmice od 8. do 14. kola (2. utakmica između klubova) rezultat nakošen - nije vidljiv redoslijed odigravanja međusobnih utakmica iz dostupnih izvora rezultat nakošen i smanjen * - iz dostupnih izvora nije uočljiv domaćin susreta prekrižen rezultat - poništena ili brisana utakmica p - utakmica prekinuta 3:0 p.f. / 0:3 p.f. - rezultat 3:0 bez borbe (_:_ 11 m) - rezultat u raspucavanju jedanaesteraca u slučaju neriješenog rezultata |                         |     |     |     |     |     |     |     |     |

 Izvori: 

## Unutarnje poveznice
- Dalmatinska liga – Srednja skupina 1989./90.